# Неа Саламина (футбольный клуб)
«Не́а Салами́на» (греч. Νέα Σαλαμίνα Αμμοχώστου) — кипрский футбольный клуб из города Фамагуста. В связи с неурегулированностью вопроса о Северном Кипре, клуб, официально дислоцирующийся в Фамагусте, базируется и проводит свои домашние матчи в Ларнаке.

## Достижения
- Победитель Второго дивизиона (4) : 1954/55, 1979/80, 2001/02, 2003/04
- Обладатель Кубка Кипра: 1989/90
- Финалист Кубка Кипра (2) : 1965/66, 2000/01
- Обладатель Суперкубка Кипра: 1990

## Выступления в еврокубках
Данные на 10 октября 2013 года
| Сезон   | Турнир          | Раунд    | Соперник              | 1 матч | 2 матч |
| ------- | --------------- | -------- | --------------------- | ------ | ------ |
| 1990/91 | Кубок кубков    | 1Р       | «Абердин» Абердин     | 0 : 2  | 0 : 3  |
| 1995    | Кубок Интертото | Группа 7 | «ОФИ» Ираклион        |        | 1 : 2  |
|         |                 |          | «Тервис» Пярну        | 2 : 0  |        |
|         |                 |          | «Будучност» Подгорица |        | 1 : 1  |
|         |                 |          | «Байер» Леверкузен    | 0 : 2  |        |
| 1997    | Кубок Интертото | Группа 3 | «Лозанна» Лозанна     |        | 1 : 4  |
|         |                 |          | «Ардс» Ньютаунардс    | 4 : 1  |        |
|         |                 |          | «Антверпен» Антверпен |        | 0 : 4  |
|         |                 |          | «Осер» Осер           | 1 : 10 |        |
| 2000    | Кубок Интертото | 1Р       | «Влазния» Шкодер      | 4 : 1  | 2 : 1  |
|         |                 | 2Р       | «Аустрия» Вена        | 1 : 0  | 0 : 3  |

- Домашние игры выделены жирным шрифтом